# 三重県立かがやき特別支援学校
三重県立かがやき特別支援学校（みえけんりつ かがやき とくべつしえんがっこう）は、三重県津市大里窪田町にある県立特別支援学校。

## 特徴
- 国立病院機構三重病院に隣接した病院併設型特別支援学校。三重県で唯一の病弱児を対象とする学校である。分校として草の実分校とあすなろ分校を設置する[1]。

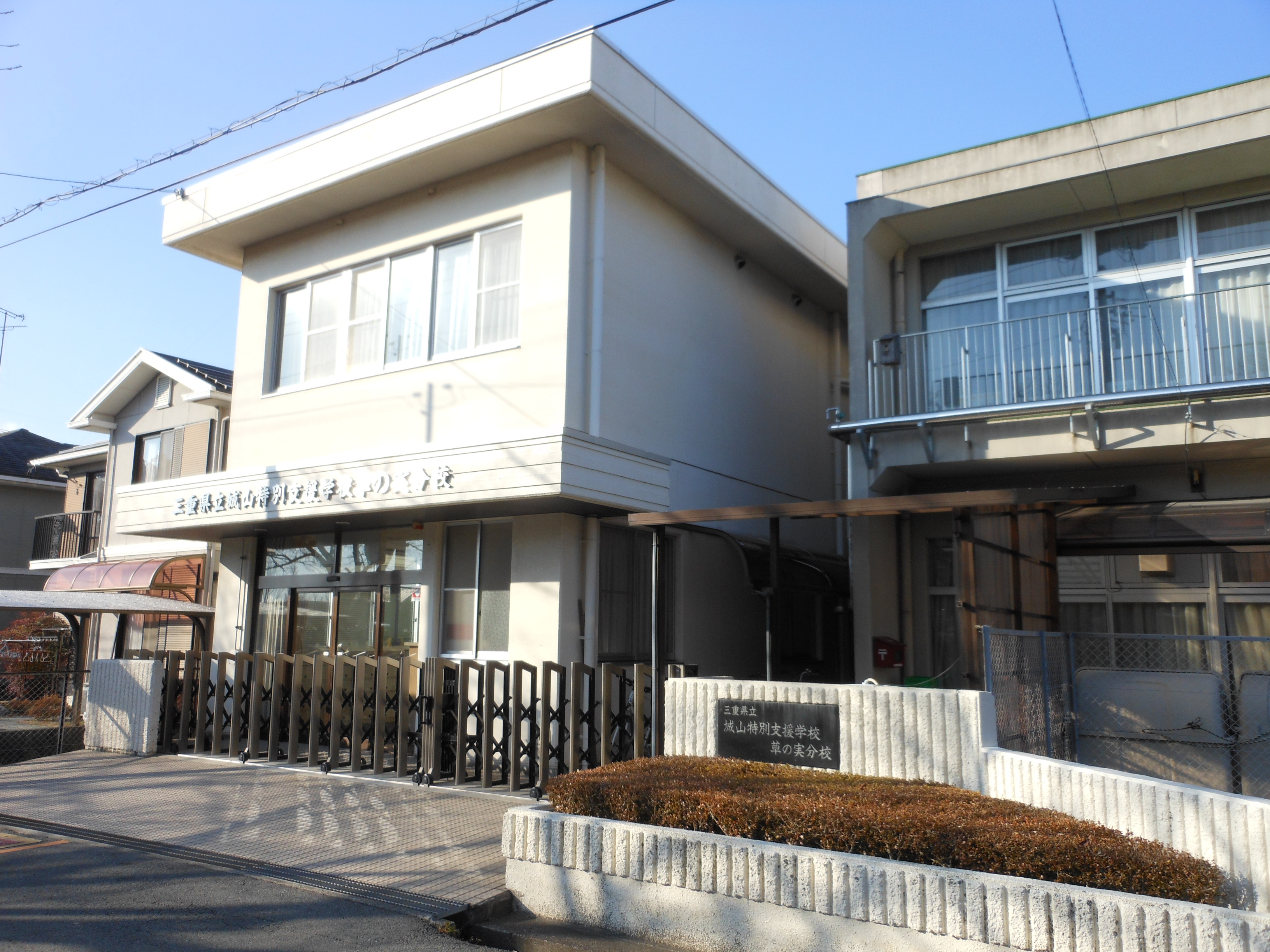
草の実分校
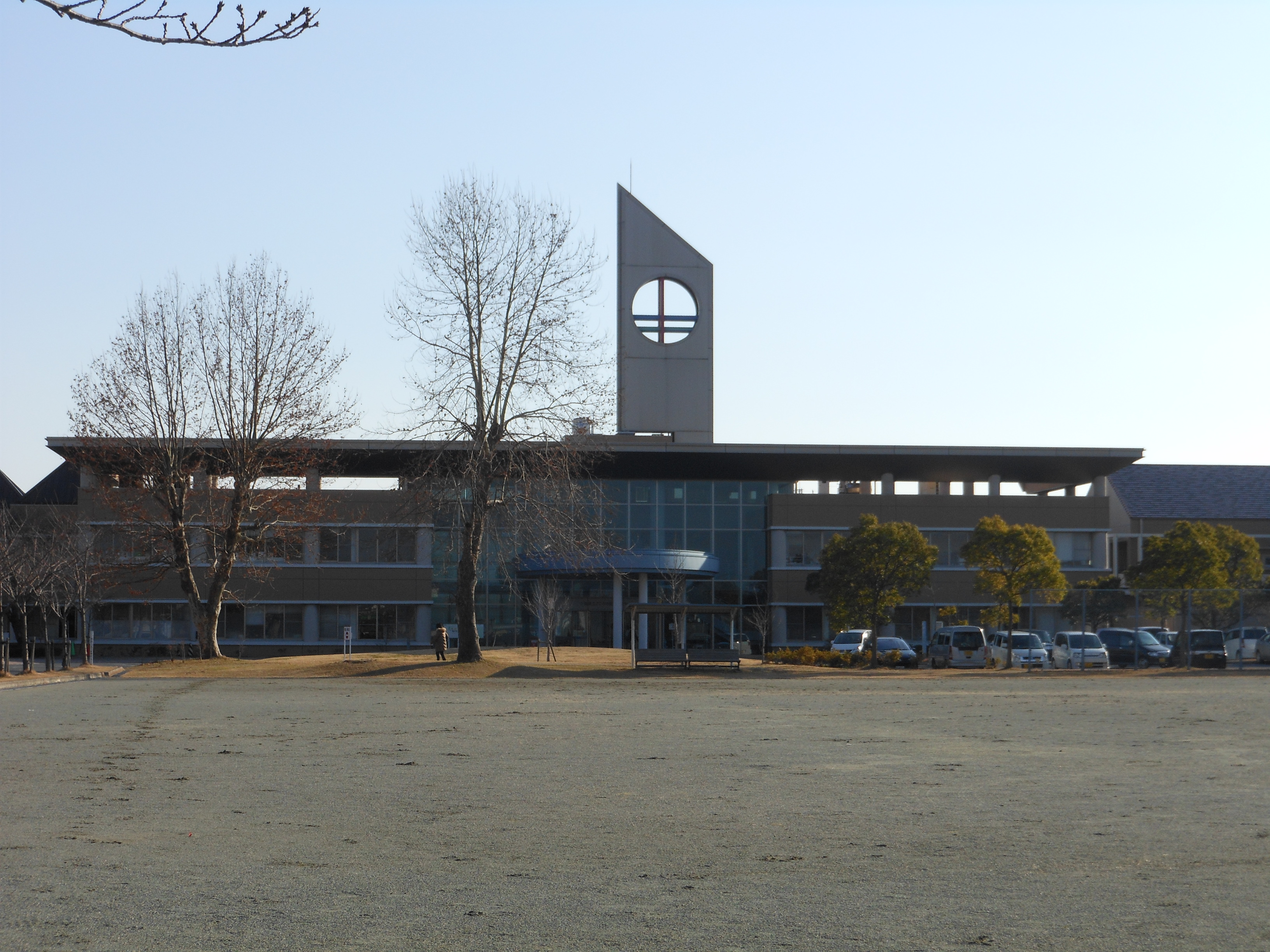
あすなろ分校（三重県立こころの医療センター）

## 交通
- JR東海紀勢本線、伊勢鉄道、近鉄名古屋線津駅東口より4番乗り場、51-1系統三重病院行きで終点三重病院下車徒歩約5分。

## 設置学部
- 小学部
- 中学部
- 高等部
- 訪問教育部

## 歴史
- 1956年（昭和31年）10月30日 - 養護分教場として開校。
- 1960年（昭和35年）12月1日 - 安芸郡豊里村立大里小学校緑ヶ丘分校、津市豊里村教育組合立一身田中学校緑ヶ丘分校と改称。
- 1973年（昭和48年）2月1日 - 安芸郡豊里村が津市に合併、津市立大里小学校、緑ヶ丘分校津市立一身田中学校緑ヶ丘分校に改称。
- 1977年（昭和52年）4月1日 - 三重県立緑ヶ丘養護学校として独立開校。津市から三重県に移管。
- 1990年（平成2年）4月 - 高等部設置。
- 1996年（平成8年）4月1日 - 三重大学医学部附属病院へ訪問教育開始。
- 2007年（平成19年）4月1日 - 三重県立緑ヶ丘特別支援学校に校名変更。
- 2017年（平成29年）4月1日 - 三重県立かがやき特別支援学校に校名変更[1]。同時に三重県立城山特別支援学校草の実分校、津市立高茶屋小学校あすなろ分校、津市立南郊中学校あすなろ分校を編入し、草の実分校・あすなろ分校を設置する[1]。